# Jumeirah Beach
Jumeirah Beach är en strand i Förenade Arabemiraten.   Den ligger i emiratet Dubai, i den norra delen av landet, 120 kilometer nordost om huvudstaden Abu Dhabi.
Trakten runt Jumeirah Beach är ofruktbar med lite eller ingen växtlighet.  Trakten runt Jumeirah Beach är ganska tätbefolkad, med 214 invånare per kvadratkilometer.